# Leda i el cigne (Leonardo da Vinci)
Leda i el cigne és un quadre perdut de Leonardo da Vinci que coneixem per estudis preparatoris de la seva mà i per diverses còpies.
Leda en la mitologia grega és l'esposa del rei caigut d'Esparta, Tindàreu. Zeus pren la forma d'un cigne per seduir-la. Un cop termina la seva possessió, el cigne desapareix deixant dos ous d'on naixeran Helena i Clitemnestra, i Càstor i Pòl·lux. En altres versions del mite, Càstor i Pòl·lux són els fills de Tindàreu.
Les còpies que coneixem associen (excepte la de Giampietrino) dos moments diferents, el de la trobada de Leda i del cigne, i el del naixement dels quatre nens, una vegada els ous es desclouen. Leonardo hauria treballat sobre dues versions: una agenollada i l'altre dempeus (posterior).

## Dades històriques
S'ignora el soci patrocinador d'aquest quadre. No es posseeixen documents d'arxiu, ni contracte, ni rastre de pagament a Leonardo. Potser cal veure-hi un treball personal de Leonardo, sense patró. Daniel Arasse apunta bé l'originalitat del subjecte: «A part del relleu marginal de Filarete sobre la porta de bronze de Sant Pere de Roma, Leonardo és el primer a fer de Leda i del cigne les figures centrals d'una composició important.»
De les tres biografies fundacionals de Leonardo, només l'anònim Gaddiano cita la Leda. Però Leonardo anotà ell mateix que «les dones de Mr. Jacomo Alfeo podrien servir de model per a la Leda». Es troba menció d'una Leda a l'inventari dels béns de Salai a la seva mort. De tots els quadres citats, és el que té el major valor (més que la Gioconda, per exemple), 200 ecus («Quadro ditto Ledda …200l 1010s»). El pintor i teòric Giovanni Paolo Lomazzo descriu el quadre com «una Leda totalment nua enllaçant el cigne, els ulls tímidament abaixats.» L'amic i mecenes de Nicolas Poussin, Cassiano dal Pozzo, tingué l'ocasió de veure'l a Fontainebleau el 1625, quan formava part de la legació del cardinal Francesco Barberini a França.

Ens queda un preciós testimoni: «Leda dempeus, gairebé nua amb el cigne i dos ous, de les closques dels quals es veu a quatre nens que s'han desclòs (Càstor i Pòl·lux, Helena i Clitemnestra). Aquesta obra està bén acabada, però seca, en particular la pàtina de la dona, i el paisatge i la resta han estat executats amb una gran diligència (con grandissima diligenze); està en mal estat, ja que està formada per tres taules longitudinalment, que s'han separtat, fent escatar-se una part de la pintura.» El quadre apareix per l'última vegada als inventaris de Fontainebleau el 1692.

## La Leda agenollada

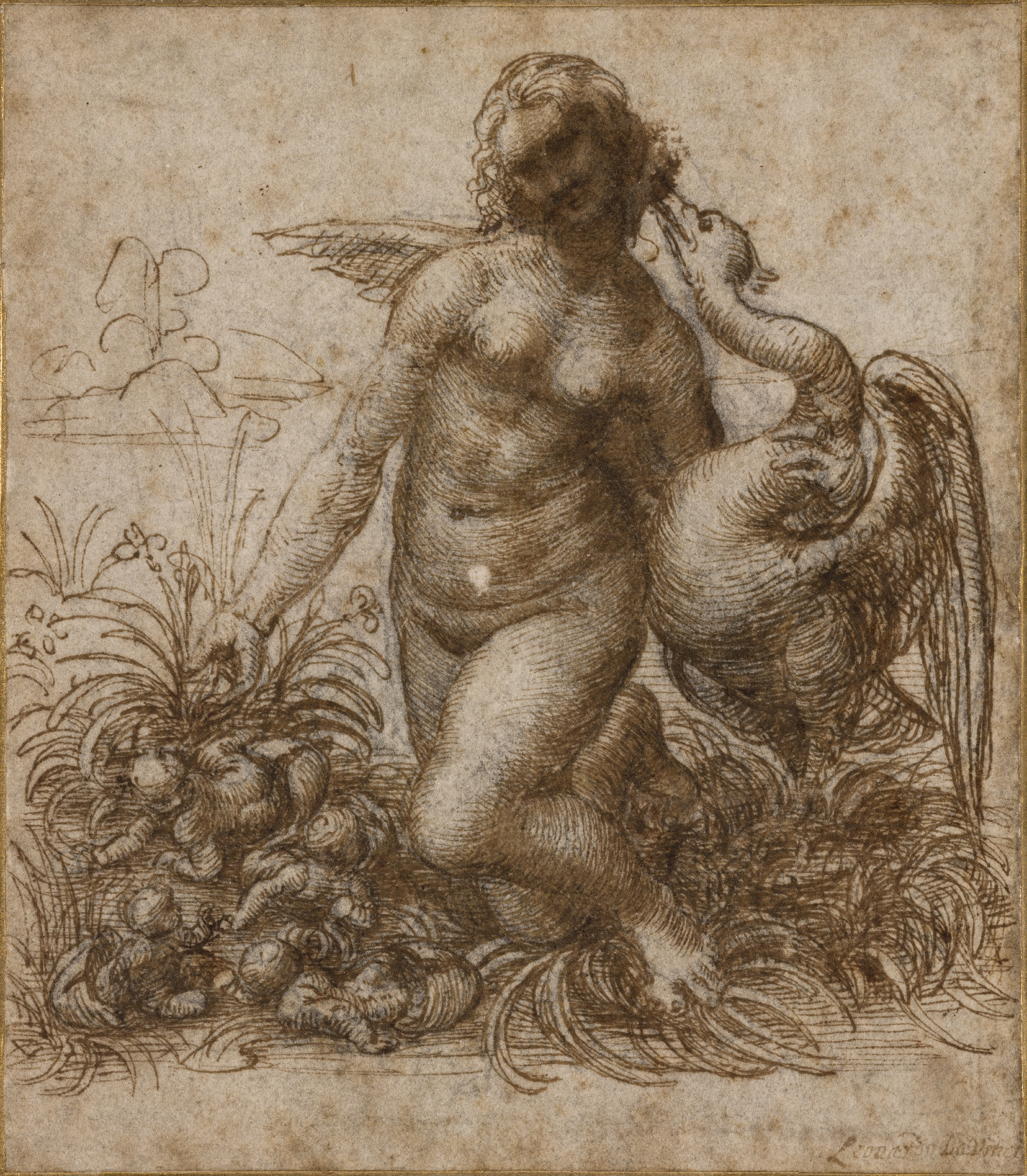
Estudi per a una Leda agenollada amb el cigne, de Leonardo da Vinci

Un primer esbós de la Leda agenollada apareix al marge d'un dibuix per a la batalla d'Anghiari del qual Leonardo rep l'encàrrec el 1503. Es conclou que aquesta primera versió precedeix la de la Leda dempeus. Sembla correspondre's bé al relat d'Ovidi a les Metamorfosis (que Leonardo posseïa a la seva biblioteca): «Leda posada al llit sota les ales d'un cigne».

### Leonardo da Vinci, Estudi per a una Leda agenollada amb el cigne
Ploma i tinta sobre pedra negra, 160 × 139 cm Chatsworth, Devonshire

Aquest estudi de Leonardo és veí de la del dibuix conservat al Museu Boijmans Van Beuningen de Rotterdam. Françoise Viatte anota que «la tinta fosca corrosiva utilitzada per Leonardo da Vinci té una mica malmeses les ombres més fosques de la composició.» El posat escollit sembla correspondre's amb els consells donats per Leonardo: «Si vols representar algú que, per una raó qualsevol es gira cap enrere o de costat, no li has de fer moure els peus i tots els membres en la direcció on gira el cap, si bé (...) cal descompondre el seu moviment segons les articulacions.»

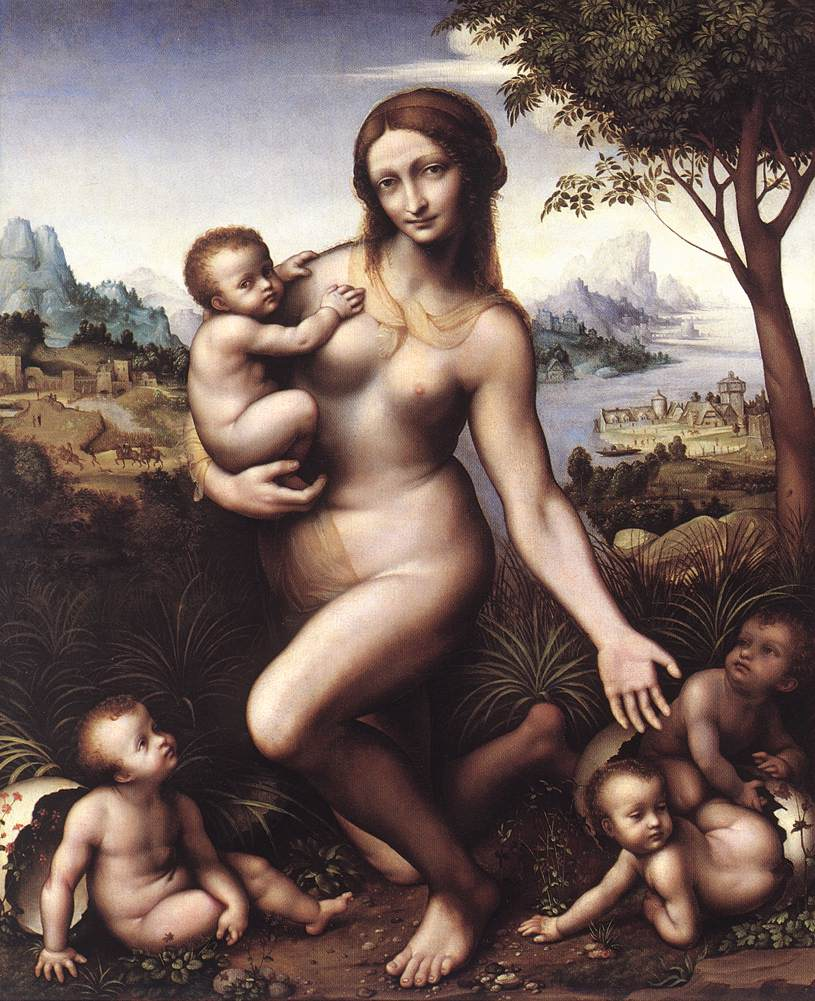
Leda i els seus fills, de Giampietrino

### Giampietrino, Leda i els seus fills (1508 -1513)
Oli sobre taula, 128 × 105,5 cm, Kassel, Staatliche Kunstsammlungen.

Le quadre va ser obtingut pel landgrave Guillem III de Hesse Kassel el 1756, i interpretat en aquell temps com una Caritas, els repintats havien ocultat les closques dels ous i un nen. L'eliminació dels repintats tingué lloc entre 1806 i 1835 .

És la millor còpia que es posseïa de la versió la Leda agenollada de Leonardo (fins i tot sense comptar amb el cigne, que és absent al quadre).

Una réflectografia va mostrar que sota del subjecte que representava Leda figurava un dibuix de santa Anna, molt fidel al quadre de Leonardo, probablement copiada dels seus cartrons. Allò confirma la proximitat de Giampietrino amb Leonardo (Giampietrino apareix citat a les seves anotacions com un dels seus alumnes) i deixa suposar que el quadre hagi estat realitzat quan Leonardo era encara viu. Zöllner proposa entre 1508 i 1513.

## La Leda dempeus
La Leda dempeus va conèixer una gran fortuna. La seva col·locació pot ser vista com un contraposto agut (el pes del cos descansa sobre una sola cama i la línia dels malucs està oposada a la de les espatlles), però també com prefigurant la linea serpentina dels manieristes (el cos s'enrotlla al llarg d'un eix vertical), que popularitzaria Michelangelo en el seu Crist ressuscitat de l'Església Santa Maria sopra Minerva de Roma. Potser aquesta innovació aprecia el tema fins i tot escollit per Leonardo: la col·locació gronxada de Leda traduint la seva doble atracció, física per al cigne (Zeus), maternal cap als seus nens.

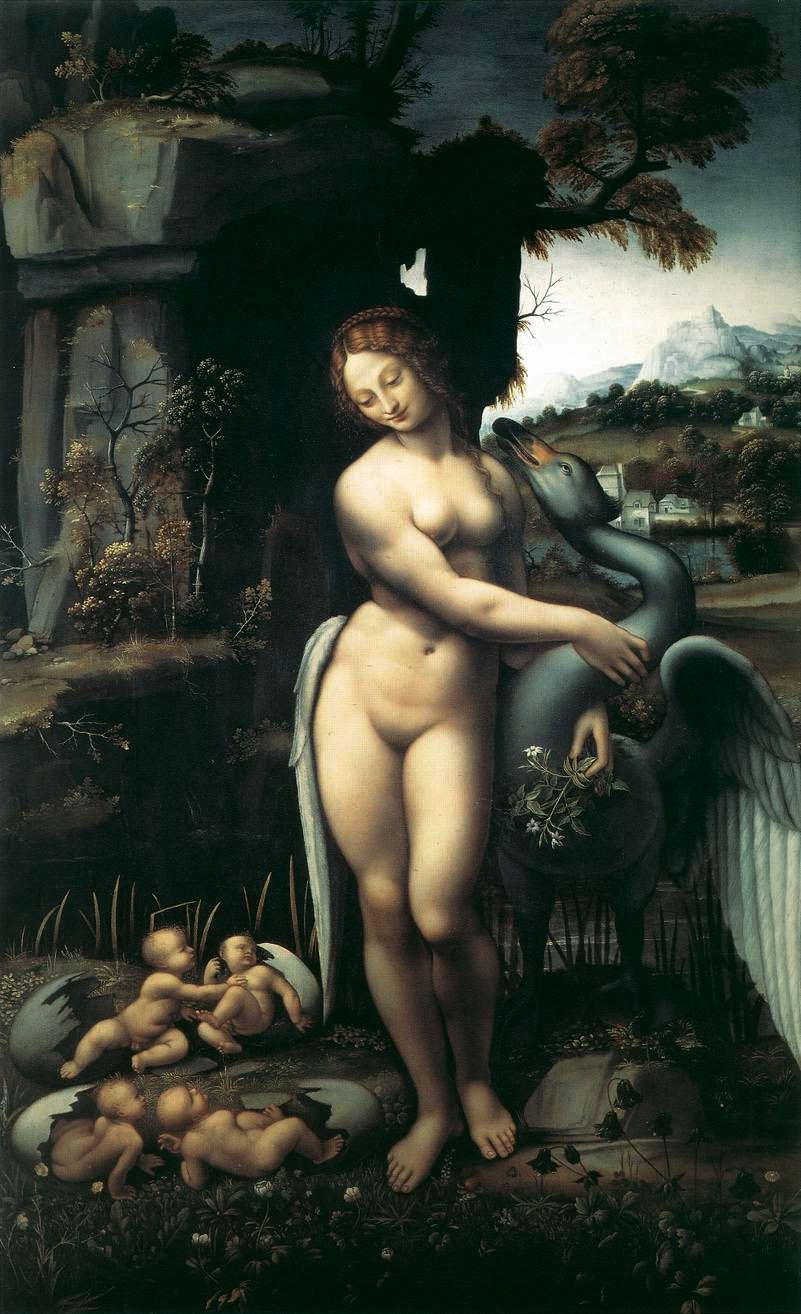
Leda Spiridon

### Cesare da Sesto, Leda i el cigne (1505 - 1515)
Oli sobre taula, 96,5 × 73,7 cm, Salisbury, Wilton House Trust, Collection Earl de Pembroke.
Aquesta versió prové sens dubte de la col·lecció de Lord Arundel. Es considera en general que és la més fidel a la de Leonardo.
La còfia de Leda en particular és molt similar a la d'un dibuix de Leonardo conservada a Windsor (RL 12516r).

### Escola de Leonardo da Vinci, Leda Spiridon (1505-1515)
Oli sobre taula, 130 × 78 cm, Galeria dels Uffizi, Florència.

La Leda Spiridon «d'una qualitat excepcional i ben conservada» (Zöllner) és mencionada per primera vegada a la col·lecció del marquès de la Rozière. Passa llavors a la del Baró de Roublé, després és transportada de París a Roma per Ludovico Spiridon. Confiscada per Hermann Göring durant la Segona Guerra Mundial, és recuperada per Rodolfo Siviero en 1945.

## Estudis botànics
Les deu taules botàniques conservades a Windsor (principalment les sanguines) són interpretades com a estudis per a «la frondosa vegetació de fulls pesats, d'herbes onejants i de joncs acerats» qui serveixen de decoració en el quadre. La seva tècnica particularment exitosa permet a Leonardo tornar els jocs vibrants «de la llum que passa a través dels fullatges.»

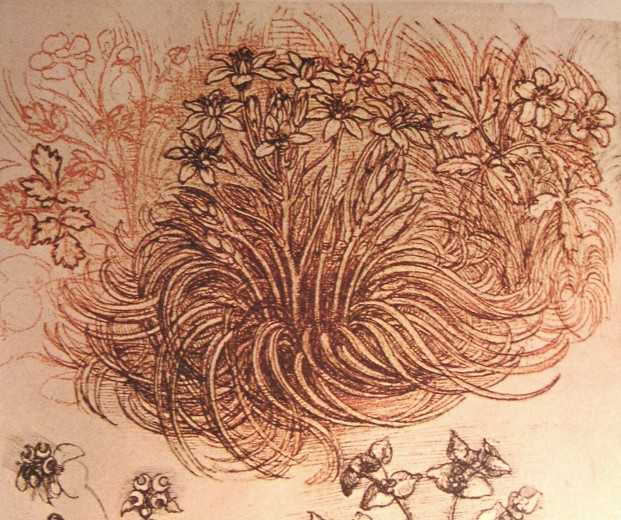
Estrella blanca

### Leonardo da Vinci, Estrella blanca
Sanguina, represes a la ploma i tinta marró fosca, Windsor Castle Royal Library.

El dibuix reprèn un motiu estimat per Leonardo da Vinci, el de l'espiral. En la versió de la Leda dempeus, l'estrella blanca (Ornithogalum umbellatum) pren una posició capital: serveix per a «camuflar el promontori rocós sobre el qual el cigne monstruós s'havia d'aguantar per poder abraçar la graciosa nimfa d'ara endavant dempeus.»